# Nemesis (hypotetisk stjärna)
Denna artikel handlar om den hypotetiska himlakroppen. För andra betydelser av Nemesis, se Nemesis (olika betydelser).
Nemesis är en hypotetisk stjärna som tillsammans med solen skulle utgöra en dubbelstjärna. Teorin om Nemesis har framlagts som förklaring för det sekulära fenomen av regelbundna störningar av Oorts kometmoln, som antas ge upphov till kraftiga meteoritnedslag och påföljande massutdöenden varje 26 miljoner år.
Enligt teorin skulle Nemesis kretsa kring solen på avståndet 50 000 till 100 000 AU, bortom Oortmolnet. Richard A. Muller, föreslår att det mest sannolika objektet är en röd dvärg med en skenbar magnitud mellan +7 och +12, medan andra forskare tror snarare att det är en brun dvärg. En så ljusstark röd dvärg finns säkert redan i existerande stjärnkataloger men dess sanna natur skulle bara kunna upptäckas genom att mäta dess parallax. En stjärna som kretsar runt solen skulle uppvisa mycket liten egenrörelse och skulle därför inte upptäckas av egenrörelsekatalogiseringar som har upptäckt stjärnor som den närbelägna 9:e magnitudens Barnards stjärna.
Daniel P. Whitmire och John J. Matese publicerade idén i tidskriften Nature 1984, i samband med det tidiga 1980-talets diskussioner om dinosauriernas utdöende.

### Fotnoter
1. ↑  Anders Palm (17 oktober 2006). ”Även astronomin har sina spökhistorier: Nemesis - stjärnan bakom jordens massutrotningar”. Allt om vetenskap. http://www.alltomvetenskap.se/nyheter/nemesis. Läst 16 augusti 2015.